# Pandanus polyacris
Pandanus polyacris är en enhjärtbladig växtart som beskrevs av Ugolino Martelli. Pandanus polyacris ingår i släktet Pandanus och familjen Pandanaceae.

## Underarter
Arten delas in i följande underarter:
- P. p. malaitensis
- P. p. polyacris
- P. p. pseudolinnaei